# 안토니오 카사스
안토니오 카사스(Antonio Casas, 1911년 11월 11일 ~ 1982년 2월 14일)는 스페인의 축구 선수, 영화배우이다.
라코루냐에서 태어났으며 마드리드에서 사망하였다.

## 영화
- 판초 비야 (1972년)
- 더 앤시니스 우즈 (1970년)
- 트리스타나 (1970년)
- 타잔 - 스티브 호크스 편 1 (1969년)
- 여왕폐하 대작전 (1967년)
- 빅 건다운 (1966년)
- 지옥행 열차 (1966년)
- 총잡이 링고 (1965년)
- 링고의 귀환 (1965년)
- 독재자를 쏘다 (1965년)
- 혁명가 마티아스 (1962년)
- 오드의 투기장 (1961년)
- 폼페이 최후의 날 (1959년)
- 산정에서의 나이팅게일 (1958년)
- 자전거 주자의 죽음 (1955년)